# Glenn van Straatum
Glenn van Straatum (Paramaribo, 26 januari 1959) is een Surinaams voetballer en coach. Sinds 1978 werkt hij in de Verenigde Staten.

## Biografie
Glenn van Straatum speelde van 1973 tot 1978 voor SV Transvaal. Van 1976 tot 1978 kwam hij uit voor het Surinaams voetbalelftal.
Vervolgens vertrok hij naar de Verenigde Staten waar hij tot 1982 voetbalde voor het team van de Universiteit van San Francisco en in de periode tot 1989 bij enkele andere semiprofessionele teams in de omgeving, waaronder de Greek-Americans FC, Hellas FC, San Francisco Italian Athletic Club en San Francisco Glens.
In 2007 werd hij aangesteld als manager van de California Victory, een nieuw onderdeel van de USL First Division. De club stopte na één seizoen.
In 2014 hielp hij zijn voormalige club Transvaal die wilde terugkeren naar de Hoofdklasse.
In augustus 2019 werd hij aangenomen als hoofdtrainer bij Merritt College.